# 藤岡覚音

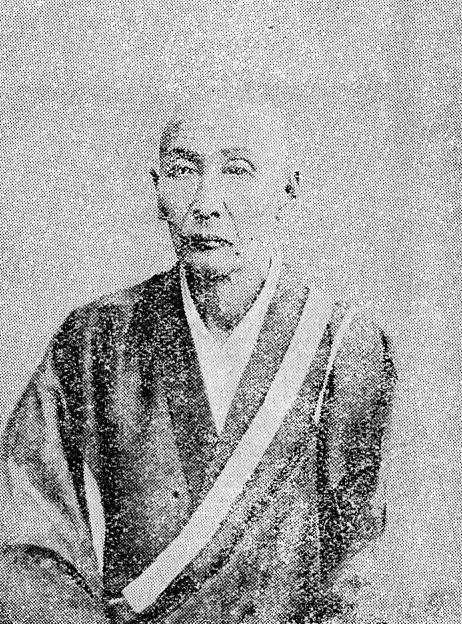
藤岡覚音

藤岡 覚音（ふじおか がくおん、文政6年（1823年） - 明治40年（1907年）8月23日）は、日本の宗教家。幕末から明治時代の僧。

## 概略
文政6年（1823年）10月3日、肥後国宇土郡網津村浄蓮寺（現・熊本県宇土市）生まれ。家は代々浄蓮寺の住職。7歳より6年間漢文を学び、13歳より10年間、上益城郡六嘉村（現・同上益城郡嘉島町）の司教門生師、及び筑前国西郷村の勧学玄雄師に宗学を学ぶ。嘉永6年（1853年）、熊本県宇城市小川町西海東の正覚寺（浄土真宗本願寺派）、第13世住職となる。
浄土真宗の宗学のかたわら、自坊に龍水学館と称する学寮を起こし、数多くの子弟を教えた。明治36年（1903年）勧学に。明治40年（1907年）8月23日死去。85歳。

## 著書
- 広文類論題六巻
- 安楽集録
- 正像末讃録、ほか